# Lac Argentino
Pour les articles homonymes, voir Argentino.
Le lac Argentino est un lac de Patagonie argentine, situé dans la province de Santa Cruz, et inclus partiellement dans le parc national des glaciers.
Le lac est renommé pour les glaciers impressionnants plongeant directement dans ses eaux, tel le glacier Perito Moreno et le glacier d'Upsala.

## Description

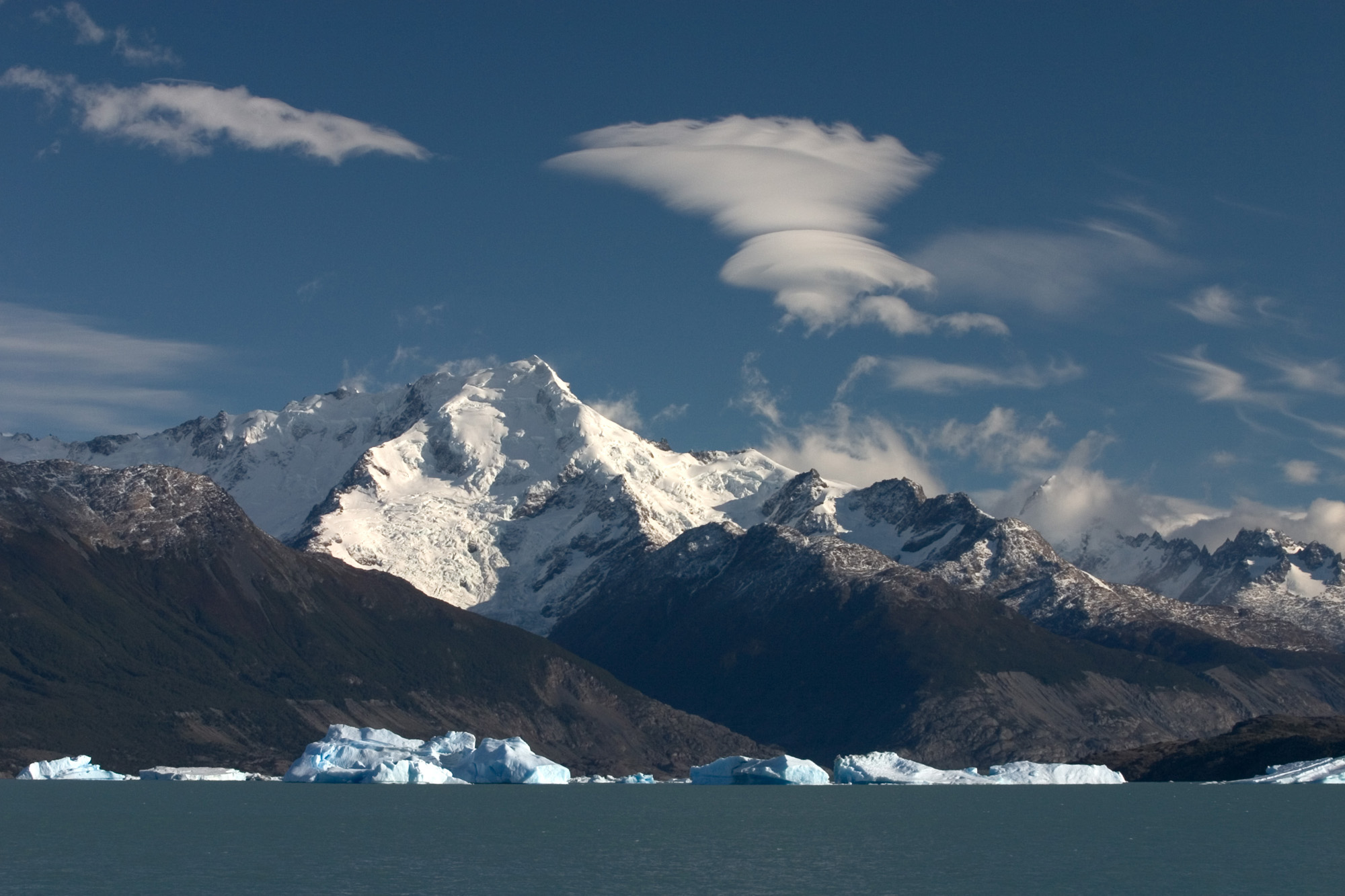
Bras nord du lac Argentino.

Tout comme son jumeau le lac Viedma, il est orienté d'ouest en est, et est alimenté surtout à l'ouest par les précipitations abondantes de la cordillère des Andes, au sein de laquelle il se trouve, précipitations qui forment sous ces latitudes de très puissants glaciers. Son bassin de drainage est situé entièrement en territoire argentin.
Il reçoit près de son extrémité orientale l'émissaire du lac Viedma, le río La Leona. Puis il déverse ses eaux dans son propre émissaire, le fleuve Santa Cruz dont il constitue donc l'origine.

## Données chiffrées
Le lac Argentino est le plus grand et le plus austral des grands lacs de Patagonie argentine. Son niveau se trouve à 187 mètres d'altitude. Il couvre une superficie de 1 560 km2 et a une profondeur moyenne de 200 m, atteignant les 500 m en certains endroits. Son volume d'eau atteint 219,9 milliards de m3. Son bassin s'étend sur 15 500 km2 et comprend celui du lac Viedma.

## Tourisme
Sur sa rive sud est située la petite ville de El Calafate, la base touristique la plus fréquentée par ceux qui désirent explorer la région.

## Galerie

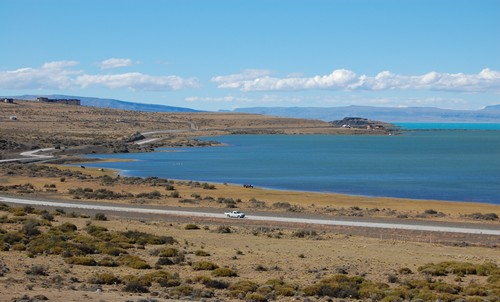
Le lac Argentino vu depuis la ville d'El Calafate.
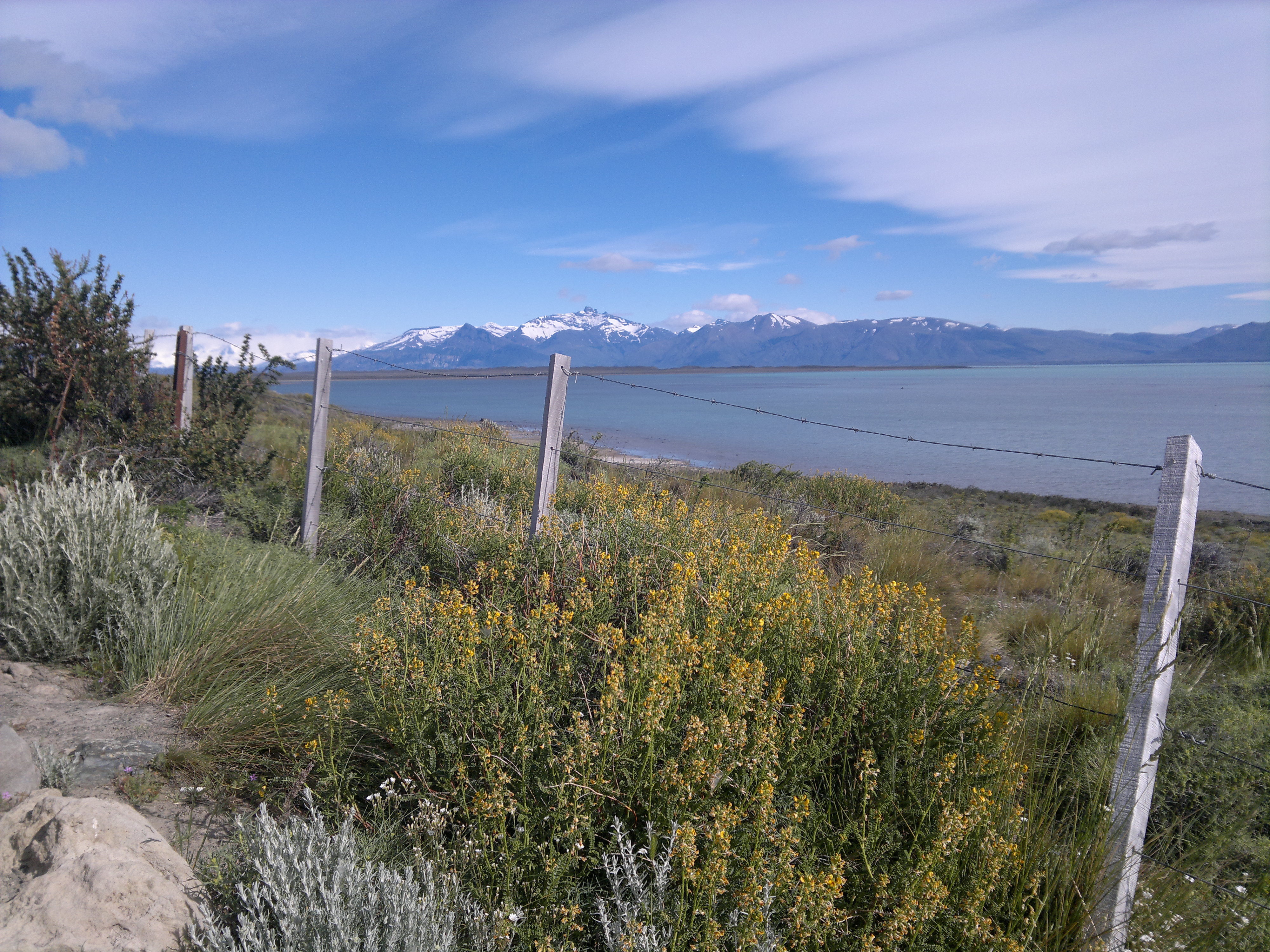
Lac Argentino vu depuis la route qui traverse le parc national Los Glaciares.
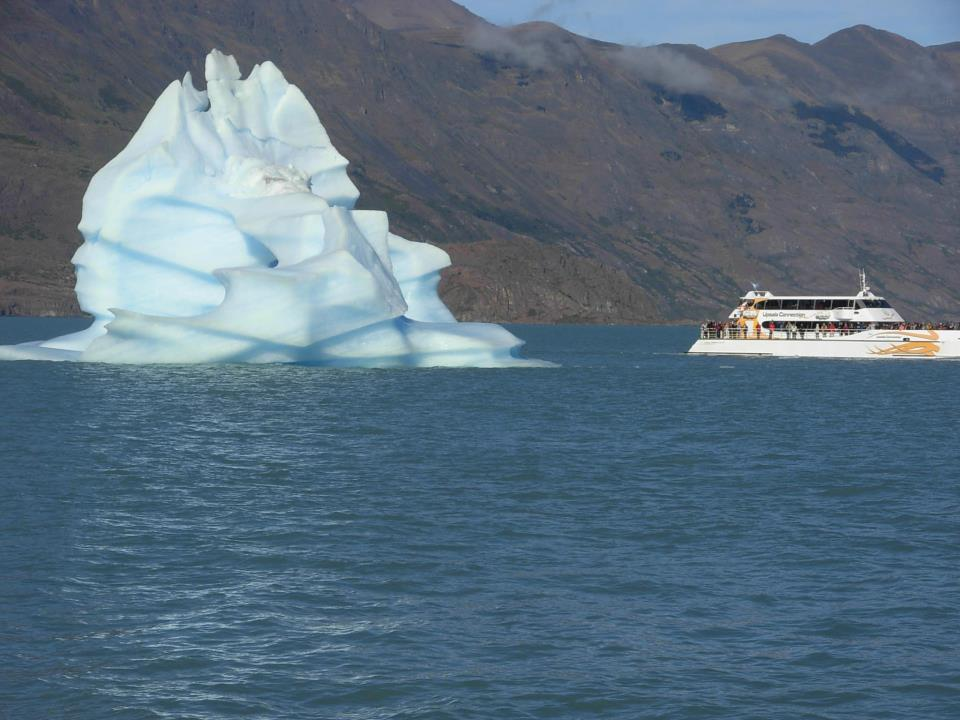
Iceberg et embarcation destinée aux touristes.